# Piperton
Piperton – miasto w Stanach Zjednoczonych, w stanie Tennessee, w hrabstwie Fayette.